# Municipio de Rye (Pensilvania)
El municipio de Rye  (en inglés: Rye Township) es un municipio ubicado en el condado de Perry en el estado estadounidense de Pensilvania. En el año 2000 tenía una población de 2.327 habitantes y una densidad poblacional de 35 personas por km².

## Geografía
El municipio de Rye se encuentra ubicado en las coordenadas 40°20′00″N 76°57′59″O / 40.33333, -76.96639.

## Demografía
Según la Oficina del Censo en 2000 los ingresos medios por hogar en la localidad eran de $56,375 y los ingresos medios por familia eran $61,007. Los hombres tenían unos ingresos medios de $40,303 frente a los $29,861 para las mujeres. La renta per cápita para la localidad era de $8,000.00. Alrededor del 3,7% de la población estaban por debajo del umbral de pobreza.